# A foszfor oxidjai és oxosavai
A foszfor az oxigénnel a körülményektől függően többféle oxidot alkothat. Ezek: 
- foszfor-monoxid (PO)
- foszfor-trioxid (P4O6), illetve (P2O3)2
- tetrafoszfor-heptaoxid (P4O7)
- a foszfor-tetroxid (P4O8), illetve (P2O4)2
- tetrafoszfor-nonaoxid (P4O9)
- foszfor-pentoxid (P4O10), illetve (P2O5)2.

Ezeken kívül régebben feltételeztek egy P2O összetételű difoszfor-oxid létezését is, amelynek megfelelő sav a hipofoszforossav, és sói, a hipofoszfitok ismeretesek, ez utóbbi foszfor-oxid előállítása azonban nem sikerült.

## Kémiai tulajdonságaik
Az oxidok általában savanhidrideknek tekinthetők. Vízzel különböző foszforsavakká egyesülnek, azonban nem mindig a formailag nekik megfelelő foszforsavvá. Így pl. a foszfor-tetroxid formailag a hipofoszforsavnak felelne meg, de mégsem valódi anhidridje ennek. A foszfor-trioxidból a foszforossavak, a foszfor-pentoxidból pedig a foszforsavak vezethetők le. A hozzáadott vízmennyiségtől függően a meta-, piro-, és orto-foszforossavat, illetve -foszforsavat vezethetjük le, mégpedig egy mól foszfor-trioxidból egy mól vízzel két mól metafoszforossavat, két mól vízzel egy mól pirofoszforossavat és három mól vízzel két mól ortofoszforossavat kapunk:

P2O3 + H2O = 2 HPO2     (metafoszforossav)
P2O3 + 2 H2O = H4P2O5     (pirofoszforossav)
P2O3 + 3 H2O = 2 H3PO3     (ortofoszforossav)
Hasonlóképpen vezethetők le a foszfor-pentoxidból a megfelelő foszforsavak:

P2O5 + H2O = 2 HPO3     (metafoszforsav)
P2O5 + 2 H2O = H4P2O7     (pirofoszforsav)
P2O5 + 3 H2O = 2 H3PO4     (ortofoszforsav)

## Nevezéktanuk, előállításuk
E savak általános elnevezési elve tehát a következő: ortosavnak mindig azt a savat nevezzük, amely az adott körülmények között a legtöbb hidroxilcsoportot tartalmazza. A tulajdonképpeni ortofoszforsav tehát az öt vegyértékű foszfor öt hidroxilcsoporttal alkotott vegyülete, 
H5PO5 volna. Ilyen vegyület azonban nem állítható elő, csupán a belőle egy mól víz kilépésével származtatható, három hidroxilcsoportot tartalmazó H3PO4. Ezért tehát ezt nevezzük ortofoszforsavnak vagy egyszerűen foszforsavnak.

Az ortosavakból a metasavakat úgy is levezethetjük, sőt a foszforsavakat elő is állíthatjuk oly módon, hogy egy mól ortosavból egy mól vizet vonunk el, pl.

H3PO3 = H2O + HPO2,
illetve

H3PO4 = H2O + HPO3,
A pirosavakat pedig két mól ortosavból egy mól víz kilépésével származtathatjuk:

2 H3PO3 = H2O + H4P2O5,
illetve

2 H3PO4 = H2O + H4P2O7,